# Juan II de Lorena
Juan II de Lorena (Nancy, 2 de agosto de 1425-Barcelona, 16 de diciembre de 1470) fue el único hijo varón del rey napolitano, Renato I, y de su esposa, la duquesa Isabel de Lorena.

## Biografía
Al ser coronado su padre en 1435 recibió el título de duque de Calabria, como su heredero. En 1453, tras la muerte de su madre, se convirtió en el nuevo duque de Lorena. En 1466 los catalanes, en el contexto de la guerra civil catalana (1462-1472), eligieron a su padre como monarca, por lo cual Juan fue investido como príncipe de Gerona, como el heredero a la corona. Viajó a hacer efectivo el reino para su familia, pero murió en Barcelona, supuestamente envenenado.

## Matrimonio y descendencia
El duque de Lorena se casó en 1444 con María de Borbón, la hija del duque Carlos I de Borbón, y tuvieron juntos cinco hijos:
- Isabel (1445).
- Renato (1446).
- María (1447).
- Nicolás (1448-1473), duque de Lorena.
- Juan (muerto en agosto de 1471), a veces llamado duque de Calabria.

| Predecesor: Isabel I | Duque de Lorena 28 de febrero de 1453-16 de diciembre de 1470 | Sucesor: Nicolás I |

- Datos: Q721244
- Multimedia: John II of Lorraine / Q721244